# Пархоменко, Алексей Иванович
Алексе́й Ива́нович Пархо́менко (11 марта 1911, Панфилово, Томская губерния — 31 июля 1987, Москва) — советский художник кино и театра, сценограф, декоратор. Народный художник РСФСР (1974), лауреат двух Сталинских премий первой степени (1950, 1952).

## Биография

### Годы юности и учёбы
Родился 26 февраля (11 марта) 1911 года в деревне Панфилово (ныне Калманский район, Алтайский край). В начале 1920-х годов переехал в Барнаул, обучался в общеобразовательной школе, а с третьего класса посещал занятия в городской студии изобразительного искусства. Со второй половины 1920-х годов работал в театре помощником декоратора.
В 1930 году по путёвке-рекомендации от профсоюза работников Барнаульского театра уехал в Москву и поступил на декорационное отделение Московского государственного техникума изобразительных искусств памяти восстания 1905 года. Педагогами Пархоменко были К. К. Зефиров и Н. М. Чернышёв — члены художественного объединения «Маковец». В 1934 году окончил училище с отличием. В 1934—1936 годах служил в РККА. С 1936 года начал работать декоратором-исполнителем на киностудии «Мосфильм». В 1938 году по конкурсу получил первую самостоятельную работу — оформление фильма-сказки «Волшебное зерно».
Участник Великой Отечественной войны.
За годы работы на студии разработал декорационное оформление порядка сорока кинокартин различных по жанру и тематике в сотрудничестве с режиссёрами: М. И. Роммом, М. К. Калатозовым, Э. А. Рязановым, А. А. Аловым и В. Н. Наумовым и другими.
В 1960-е годы работал в Театре имени Моссовета, создавал декорации для спектаклей «Ленинградский проспект» (1962), «Совесть» (1963) и «Полк идёт» (1967).
Помимо работ к кинофильмам и театральным постановкам, Пархоменко является автором станковых произведений: пейзажей, портретов, жанровых зарисовок, исполненных в различных графических техниках. Серии акварелей и рисунков созданы им во время творческих командировок в Болгарию (середина 1950-х годов, 1971 год), Францию (1959—1960 годы), ГДР (1960—1961 годы), Турцию (1971), поездок по СССР.
Участник выставок с 1934 года. Первая персональная выставка состоялась в 1957 году в Москве. В дальнейшем персональные выставки в Москве проходили в 1962, 1972, 1981, 1990-х и 2010 годах, в 1982 в Ленинграде, в 1985 в Йошкар-Оле.
Член ВКП(б) с 1944 года, член Союза кинематографистов СССР (Москва).
Скончался 31 июля 1987 года. Похоронен в Москве на Кунцевском кладбище.
Работы художника находятся в собраниях Музея кино и Московского музея современного искусства, Музея-усадьбы П. И. Чайковского в Воткинске, основной фонд работ А. Пархоменко хранится у его дочери, художницы Натальи Пархоменко (род. 1938).

## Избранная фильмография
- 1941 — Волшебное зерно
- 1947 — Марите
- 1949 — Падение Берлина (совм. с В. Каплуновским)
- 1950 — Кавалер Золотой Звезды
- 1953 — Адмирал Ушаков (совм. с Л. Шенгелией, А. Вайсфельдом)
- 1953 — Корабли штурмуют бастионы (совм. с Л. Шенгелией, А. Вайсфельдом)
- 1954 — Верные друзья
- 1954 — Ромео и Джульетта
- 1956 — Убийство на улице Данте
- 1956 — Урок истории (совм. с А. Грозевым)
- 1957 — Девушка без адреса
- 1958 — Трудное счастье
- 1959 — Василий Суриков
- 1959 — Нормандия-Неман
- 1960 — Пять дней, пять ночей (совм. с Г. Нитцшке)
- 1961 — Любушка
- 1963 — Встреча на переправе
- 1963 — Утренние поезда
- 1964 — Секрет успеха
- 1964 — Хоккеисты
- 1966 — Скверный анекдот
- 1968 — Щит и меч
- 1970 — Бег
- 1972 — Возвращение к жизни
- 1972 — Опасный поворот
- 1973 — Нейлон 100 %
- 1976 — Дни Турбиных
- 1976 — Легенда о Тиле (совм. с Е. Черняевым)
- 1978 — Старомодная комедия (совм. с К. Форостенко)
- 1981 — Факты минувшего дня
- 1984 — Время и семья Конвей

## Награды и звания
- медаль «За трудовую доблесть» (6 марта 1950) — за выдающиеся заслуги в развитии советской кинематографии, в связи с 30-летием[7].
- медаль «За победу над Германией в Великой Отечественной войне 1941—1945 гг.» (1945)[1]
- Сталинская премия первой степени (1950) — за фильм «Падение Берлина» (1949)
- Сталинская премия первой степени (1952) — за фильм «Кавалер Золотой Звезды» (1950)
- заслуженный деятель искусств РСФСР (1957)[8]
- народный художник РСФСР (1974)[2]